# Hernandia olivacea
Hernandia olivacea är en tvåhjärtbladig växtart som beskrevs av John Wynn Gillespie. Hernandia olivacea ingår i släktet Hernandia och familjen Hernandiaceae. Inga underarter finns listade i Catalogue of Life.